# Rodolfo Mederos

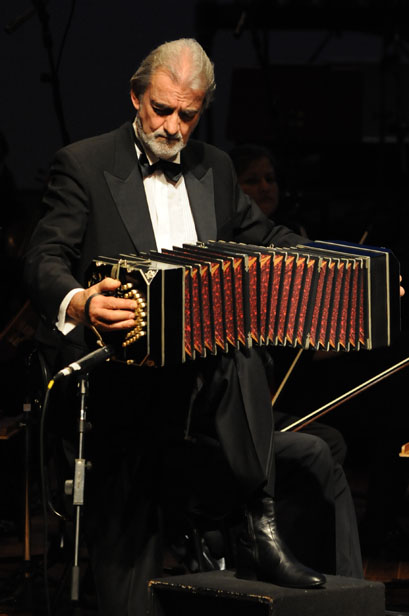
Rodolfo Mederos

Rodolfo Mederos (25 maart 1940), Argentijns bandoneonist, componist/arrangeur en dirigent.
- Bibsys: 11033965
- Bibliothèque nationale de France: cb14026599v (data)
- Gemeinsame Normdatei: 135016673
- International Standard Name Identifier: 0000 0000 5516 1451
- Library of Congress Control Number: n80160646
- MusicBrainz: 4431e6f1-ddcb-4457-9c62-3d129e8fcafb
- Nationale Bibliotheek van Israël: 987007434604705171
- Système universitaire de documentation: 156092999
- Virtual International Authority File: 14971782
- WorldCat: E39PBJhMqYPvHGmyMfwYPdbmVC